# Броніславово
Броніславово (пол. Bronisławowo, нім. Schinkenberg) — село в Польщі, у гміні Садлінки Квідзинського повіту Поморського воєводства.
Населення — 374 особи (2011).
У 1975-1998 роках село належало до Ельблонзького воєводства.

## Демографія
Демографічна структура станом на 31 березня 2011 року:
|          | Загалом | Допрацездатний вік | Працездатний вік | Постпрацездатний вік |
| -------- | ------- | ------------------ | ---------------- | -------------------- |
| Чоловіки | 173     | 22                 | 144              | 7                    |
| Жінки    | 201     | 55                 | 112              | 34                   |
| Разом    | 374     | 77                 | 256              | 41                   |